# 啟心郎
啟心郎，清初設立的官職，分設於六部、理藩院、都察院、宗人府九個部院衙門及固山額真，六部各設滿洲和漢啟心郎各兩名，協助諸王貝勒管理部院事務，順治二年閏六月，定六部滿洲啟心郎為三品；都察院、理藩院滿洲啟心郎，六部漢啟心郎為四品，順治十五年七月，除宗人府啟心郎仍照舊，其餘各衙門滿漢啟心郎俱著裁去，康熙十二年裁宗人府啟心郎。